# اولیویه آسایاس
الیویه آسایاس (فرانسوی: Olivier Assayas‎؛ زادهٔ ۲۵ ژانویهٔ ۱۹۵۵) فیلم‌نامه‌نویس، کارگردان و پدیدآور اهل فرانسه است. او از سال ۲۰۰۱ همسر میا هانسن-لووه بازیگر و کارگردان فرانسوی است؛ و تک فرزندی هم حاصل این ازدواج است.

## زندگی
الیویه آسایاس در پاریس متولد شد. او فرزند ریموند آسایاس، فیلم‌نامه‌نویس و نویسنده که بیشتر با نام جک رمی شناخته شده بود، و کاترین دو کارالوی می‌باشد. پدرش در خانواده‌ای یهودی-یونانی متولد شد.

## فیلم‌شناسی

### سینما
- آب سرد (۱۹۹۴)
- ایرما وپ (۱۹۹۶)
- اواخر اوت، اوایل سپتامبر (۱۹۹۸)
- سرنوشت احساساتی (۲۰۰۰)
- عاشق دیوانه (۲۰۰۲)
- تمیز (۲۰۰۴)
- پاریس، دوستت دارم (فیلم چندگانه، اپیزود محله آنفان-روژ، ۲۰۰۶)
- دروازه سوار شدن (۲۰۰۷)
- ساعات تابستانی (۲۰۰۸)
- چیزی در هوا (۲۰۱۲)
- ابرهای سیل ماریا (۲۰۱۴)
- مأمور خرید شخصی (۲۰۱۶)
- زندگی دوگانه (۲۰۱۸)
- شبکه زنبور (۲۰۱۹)

### تلویزیون
- هر کس سینمای خودش (فیلم چندگانه، اپیزود فرازکشند، ۲۰۰۷)
- کارلوس (مینی‌سریال، ۲۰۱۰)
- ایرما وپ (مینی‌سریال، ۲۰۲۲)